# Sundsvalls kommunvapen

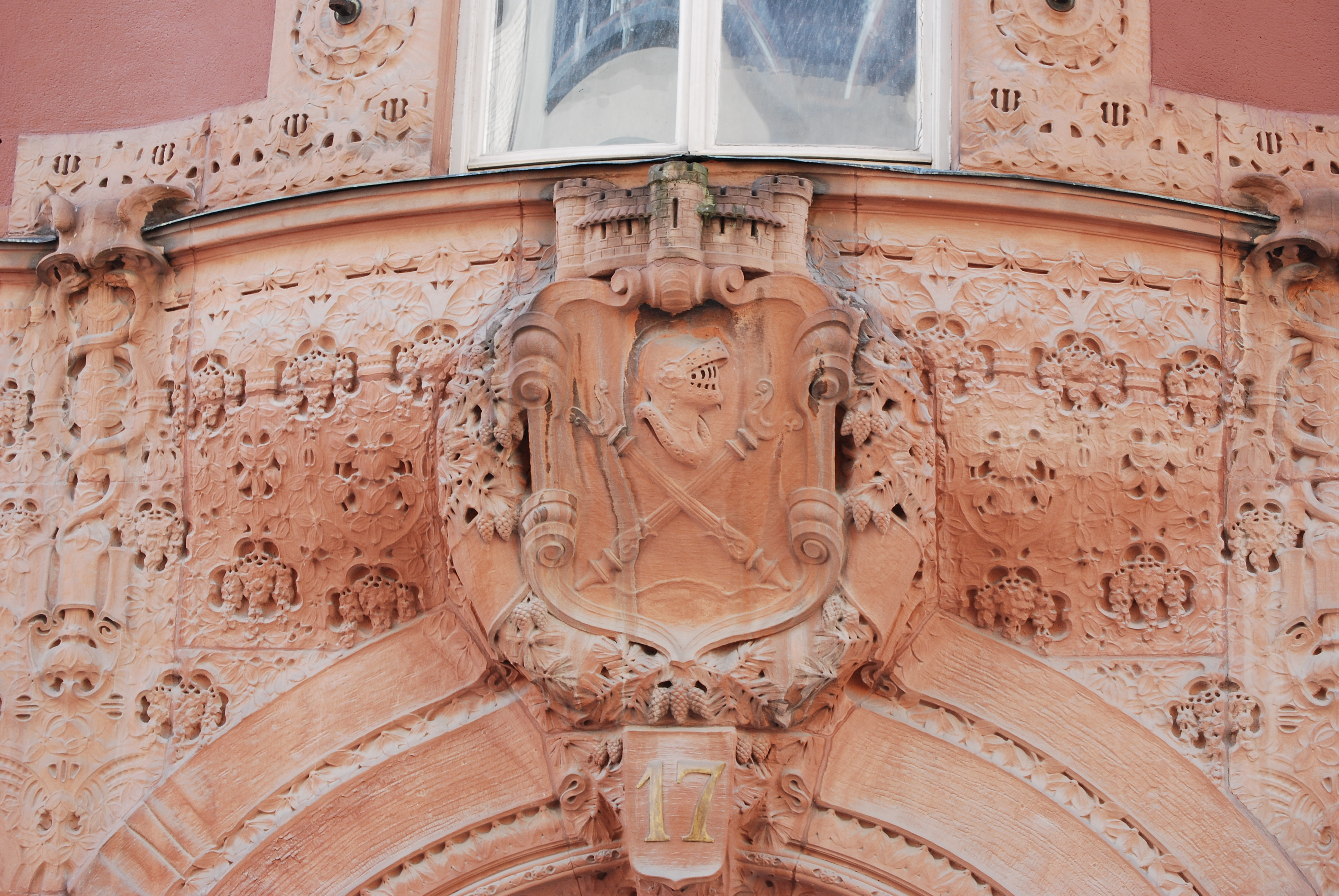
Sundsvalls stadsvapen på fasaden till Drottninggatan 17 i Stockholm, där Sundsvalls Handelsbank hade sitt Stockholmskontor.

Sundsvalls kommunvapen är den heraldiska symbolen för Sundsvalls kommun.

## Blasonering
Blasonering: I fält av silver en stormhatt över tvåkorslagda muskötgafflar, allt i blått.

## Bakgrund
Vapnet fastställdes för Sundsvalls stad av Kungl Maj:t år 1937 och går tillbaka på ett sigill från 1624 års privilegiebrev. Den så kallade stormhatten som återfinns i vapnet, är en hjälm som var avsedd att användas vid stormning. Hjälmen har i äldre tid också framställts mer i stil med en heraldisk riddarhjälm. Muskötgafflar användes som stöd för en musköt, då ett sådant skjutvapen var så tungt att det var svår för en skytt att hålla uppe och skjuta med ren muskelkraft.
Efter kommunbildningen fanns en rad upphörda vapen att tillgå, men stadsvapnet registrerades oförändrat för den nya kommunen Sundsvall. Dock används numera oftast i stället för vapnet en logotyp bestående av ett "S" med drakhuvud. Det skapades 1988. Draksymbolen anknyter till Sundsvalls smeknamn "Drakstaden", som kom till efter stadsbranden 1888, som staden återhämtade sig ifrån och alltså överlevde likt en drake klarar av eld.

Alnö landskommun (1962–64)
Attmars landskommun (1960–62)
Indals-Lidens landskommun (1961–70) Indals-Lidens kommun (1971–73)
Matfors landskommun (1963–70) Matfors kommun (1971–73)
Njurunda landskommun (1961–70) Njurunda kommun (1971–73)
Selångers landskommun (1962–64)
Sköns köping (1957–64)
Stöde landskommun (1962–70) Stöde kommun (1971–73)
Tuna landskommun (1961–62)